# X-COM: Apocalypse
X-COM: Apocalypse — третья игра в линейке X-COM, выпущенная компанией MicroProse. Считается последней частью классической серии UFO. Имеет существенные отличия от двух предыдущих частей. Одно из таких отличий — возможность игры в режиме реального времени, наряду с традиционным пошаговым режимом. Также X-COM 3 использовало графику SVGA, что было качественным улучшением по сравнению с первыми частями.

## Сюжет
Сюжет третьего X-COM переносит игрока в 2084 год, когда планета Земля переживает глобальную экологическую катастрофу. Человечество усиленно ищет в космосе новые места для обитания. На Марсе добывается ценный элемент Эле́риум-115. В связи с полной непригодностью для жизни большей части поверхности Земли, люди ютятся в одном единственном гипергороде — Мегапра́йме, огороженном от условий внешней среды специальными фильтрующими стенами. Внутри город разбит на несколько районов: элитный, индустриальный, научный, бизнес-центр и трущобы. В последних обитают три противоборствующие группировки — настоящая мафия. Чтобы огородить приличные районы от пагубного влияния городской клоаки, район трущоб также огорожен стенами от остального города. Что, однако, не мешает бандитам совершать регулярные преступные вылазки. С ними ведёт активную борьбу полиция — Мегапо́л. Ко всему прочему, в Мегапрайме процветает внутреннее зло — нейронаркотик Псикло́н, чрезвычайно дорогой и необычайно губительный препарат.
Но столь унылая жизнь чудом выживших остатков человечества в один прекрасный день оказывается под угрозой полного уничтожения, когда над городом открываются тетраэдро́ны — пирамидальные ворота в иное измерение, из которого появляются неопознанные летающие объекты. Сначала это безобидные исследовательские зонды, но вскоре вслед за ними прилетают уже не столь безвредные, пилотируемые аппараты, и правительство начинает бить тревогу. Вновь появляется нужда в агентстве по борьбе с иноземными захватчиками — X-COM.
В процессе борьбы агентство постепенно наращивает свой военный и научный потенциал. Первое время по оснащению оно уступает не только Мегаполу, но и бандитским группировкам. Затем, изучая инопланетные технологии, X-COM начинает набирать мощь, способную дать реальный отпор любым злодеям.
В экспансии сразу же и небезосновательно подозревают секто́идов, разбитых Х-СОМ сотню лет назад. Но вместо сектоидов на поле боя теперь выступают специальные, искусственно выведенные существа. Это лишённые эмоций и страха солдаты — антропо́ды, их элитные командиры — скелето́иды, плюющиеся кислотой спи́ттеры, живые бомбы по́пперы, смертоносные черви, и масса других тварей.
Даже оружие пришельцев уникально в своём роде. К примеру, они активно используют ружья, стреляющие яйцами мозгосо́сов (существ наподобие показанных в фильме «Чужих»). Прикрепляясь к голове агента, мозгосос впрыскивает ему в кровь микроноида, и тот подчиняет себе человека. Самыми большими монстрами являются оверспа́уны — гигантские чудовища, размером с дом, которые крушат всё на своём пути и уничтожаются лишь самым мощным оружием.
При этом развитие технологий пришельцев также не стоит на месте. Они всегда идут на шаг вперёд, опережая землян. В конце концов учёные X-COM разрабатывают способ проникнуть через тетраэдроны на планету сектоидов, и экспансия начинает развиваться в обратном направлении. Теперь уже люди последовательно атакуют важнейшие объекты инопланетян, деморализуя их и лишая возможности развиваться дальше. Выясняется, что сектоиды — отнюдь не захватчики, а напротив, сами попали в рабство к расе разумных микроорганизмов — микроно́идов, владеющих сильными телепатическими способностями. В ходе ответного удара землян нейтрализуется база репродукции микроноидов и их королева. В конце игры планета захватчиков уничтожается полностью.

## Принцип игры
Х-СOM: Apocalypse по игровому процессу мало отличается от предыдущих частей. Строятся базы, изучаются новые технологии, вооружаются агенты, оснащается техника. Сенсоры засекают летающие тарелки, группа быстрого реагирования вылетает на ликвидацию, тарелка сбивается, зона её падения зачищается. Инопланетяне могут влиять на сознание людей, влиять на правительство и подстрекать мафию. Существует даже инопланетный культ — Культ Сириуса, который является для Х-СОМ костью в горле. Чтобы избежать финансовых проблем или же полного закрытия агентства, приходится соблюдать аккуратность в боях и поддерживать свой статус в городе. Когда количество союзных организаций преобладает над недружественными, Х-СОМ получает ощутимую поддержку.
Однако, в связи с отсутствием реалистичной экономики, возможностью продавать ресурсы вражеским организациям и сюжетным запретом инопланетянам захватывать на 100 % некоторые ключевые организации, игрок имеет возможность заниматься грабежами, убивать мирных жителей и торговать запрещёнными товарами без ущерба для прогресса основной миссии.
В городе присутствует более пятидесяти зданий, где могут происходить стычки с пришельцами. Меняется время суток. Чрезвычайно развит интеллект врагов и самих агентов, которые со временем приобретают склонность к определённым тактическим приёмам.

## Разработка
Джулиан Голлоп о разработке Apocalypse:

После завершения работы над этой игрой я знаю, что чувствовал Фрэнсис Коппола после съёмок «Апокалипсиса сегодня». Почти всё, что могло пойти не так, пошло не так, и объём усилий, потребовавшихся для сведения всего этого в единое целое, был огромен. После трёх лет тяжёлой работы и смены пяти продюсеров X-Com: Apocalypse наконец увидела свет. Первоначальный дизайн игры был определённо слишком амбициозным и сложным.

В игре планировались и не были реализованы:
- главы у каждой корпорации, за которыми можно было бы следить, арестовывать их, допрашивать и убивать;
- покупка и продажа организациями недвижимости;
- шпионаж и заключение союзов X-Com с другими организациями;
- несколько измерений пришельцев, генерирующихся псевдорандомно;
- генератор сценариев;
- мультиплеер.

## Оценки
| Русскоязычные издания | Русскоязычные издания |
| Издание               | Оценка                |
| --------------------- | --------------------- |
| Game.EXE              | 98 %                  |